# Eddie Davis
Pour les articles homonymes, voir Davis.
Eddie « Lockjaw » Davis est un saxophoniste de jazz américain né le 2 mars 1922 à New York et mort le 3 novembre 1986 à Culver City (Californie).

## Biographie
Eddie Davis a travaillé avec Benny Carter dès 1942, puis avec Louis Armstrong, Cootie Williams (1943-44), Lucky Millinder, Andy Kirk et Sidney Catlett.
En 1952, il rejoint le grand orchestre de Count Basie avant de créer son propre groupe à partir de 1953 dans des clubs à New York. Les organistes Doc Bagby et Shirley Scott feront partie de sa formation qui enregistre pour King, Roost, Roulette et Prestige.
En 1955 il fait une tournée aux États-Unis avec Shirley Scott. Il revient en 1957 chez Count Basie avec lequel il enregistre le célèbre disque Atomic Basie (After supper, whirly bird). À partir de 1960, il se produit aussi souvent avec Johnny Griffin. En 1963, il fait une parenthèse dans sa carrière de musicien et devient agent artistique.
Il revient chez Basie en 1965 chez qui il restera jusqu'en 1973. Il accompagne quelque temps Ella Fitzgerald et joue ensuite en duo avec le trompettiste Harry « Sweets » Edison.
Il meurt le 3 novembre 1986, à l'âge de 64 ans, d'un lymphome de Hodgkin
Eddie « Lockjaw » Davis a conjugué les influences de Coleman Hawkins et Ben Webster[réf. nécessaire].

## Discographie

### En tant que leader
- 1953: Eddie Davis Trio (Roost)
- 1954: The Battle of Birdland (Roost) – avec Sonny Stitt
- 1955: Modern Jazz Expressions (King)
- 1957: Jazz with a Horn (King)
- 1957: Jazz with a Beat (King)
- 1957: Count Basie Presents Eddie Davis Trio + Joe Newman (Roulette) - avec Count Basie et Joe Newman
- 1958: Eddie Davis Trio Featuring Shirley Scott, Organ (Roulette)
- 1958: The Eddie Davis Trio Featuring Shirley Scott (Roost)
- 1957-58: Uptown (King)
- 1957-58: Big Beat Jazz (King)
- 1958: The Eddie « Lockjaw » Davis Cookbook (Prestige) – avec Shirley Scott et Jerome Richardson
- 1958: Jaws (Prestige) – avec Shirley Scott
- 1958: The Eddie « Lockjaw » Davis Cookbook, Vol. 2 (Prestige) – avec Shirley Scott et Jerome Richardson
- 1958: The Eddie « Lockjaw » Davis Cookbook Volume 3 (Prestige) – avec Shirley Scott
- 1958: Smokin' (Prestige) – avec Shirley Scott
- 1959: Very Saxy (Prestige) – avec Buddy Tate, Coleman Hawkins et Arnett Cobb
- 1959: Jaws in Orbit (Prestige) – avec Shirley Scott
- 1959: Bacalao (Prestige) – avec Shirley Scott
- 1960: Eddie « Lockjaw » Davis with Shirley Scott (Moodsville)
- 1960: Misty (Moodsville) – avec Shirley Scott
- 1960: Afro-Jaws (Riverside)
- 1960: Battle Stations (Prestige) – avec Johnny Griffin
- 1960: Trane Whistle (Prestige) – arrangé par Oliver Nelson et Ernie Wilkins
- 1960: Tough Tenors (Jazzland) – avec Johnny Griffin
- 1960: Griff & Lock (Jazzland) – avec Johnny Griffin
- 1961: The First Set (Prestige) – avec Johnny Griffin
- 1961: The Tenor Scene (Prestige) – avec Johnny Griffin
- 1961: The Late Show (Prestige) – avec Johnny Griffin
- 1961: The Midnight Show (Prestige) – avec Johnny Griffin
- 1961: Lookin' at Monk! (Jazzland) – avec Johnny Griffin
- 1961: Blues Up & Down (Jazzland) – avec Johnny Griffin
- 1962: Tough Tenor Favorites (Jazzland) – avec Johnny Griffin
- 1962: Jawbreakers (Riverside) – avec Harry Edison
- 1962: Goin' to the Meeting (Prestige)
- 1962: I Only Have Eyes for You (Prestige)
- 1962: Trackin' (Prestige)
- 1966: Lock, the Fox (RCA Victor)
- 1967: The Fox & the Hounds (RCA Victor)
- 1968: Love Calls (RCA Victor) – avec Paul Gonsalves
- 1970: Tough Tenors Again 'n' Again (MPS) – avec Johnny Griffin
- 1975: The Tenor Giants Featuring Oscar Peterson – avec Zoot Sims
- 1977: Eddie « Lockjaw » Davis 4 – Montreux '77, (live)
- 1977: Chewin' The Fat with the Georges Arvanitas Trio (Spotlite Records UK)
- 1977: Swingin' Till the Girls Come Home, Inner City, avec Thomas Clausen (piano), Bo Stiff (contrebasse) et Alex Riel (batterie)
- 1979: The Heavy Hitter (Muse)
- 1981: Sonny, Sweets and Jaws – Live at Bubbas, (live), (avec Sonny Stitt et Harry « Sweets » Edison)
- 1983: Jazz at the Philharmonic – Yoyogi National Stadium, Tokyo 1983: Return to Happiness
- 1986:  Jaw's Blues, (Enja Records) – Recorded live at the DOMICILE, Munich (February 11, 1981) – avec Horace Parlan (piano), Reggie Johnson (contrebasse), Alvin Queen (batterie)

### En tant quesideman
Avec Mildred Anderson
- No More in Life (Bluesville, 1960)
- Person to Person (Bluesville, 1960)

Avec Count Basie
- The Count! (Clef, 1952 [1955])
- Basie Jazz (Clef, 1952 [1954])
- Dance Session Album #2 (Clef, 1954)
- The Atomic Mr. Basie (Roulette, 1957) aka Basie and E=MC2
- Every Day I Have the Blues (Roulette, 1959) - avec Joe Williams
- The Count Basie Story (Roulette, 1960)
- Pop Goes the Basie (Reprise, 1965)
- Basie Meets Bond (United Artists, 1966)
- Live at the Sands (Before Frank) (Reprise, 1966 [1998])
- Sinatra at the Sands (Reprise, 1966) avec Frank Sinatra
- Basie's Beatle Bag (Verve, 1966)
- Basie Swingin' Voices Singin (ABC-Paramount, 1966) avec the Alan Copeland Singers
- Basie's Beat (Verve, 1967)
- Broadway Basie's...Way (Command, 1966)
- Hollywood...Basie's Way (Command, 1967)
- Basie's in the Bag (Brunswick, 1967)
- The Happiest Millionaire (Coliseum, 1967)
- Manufacturers of Soul (Brunswick, 1968) avec Jackie Wilson
- The Board of Directors Annual Report (Dot, 1968) avec The Mills Brothers
- Basie Straight Ahead (Dot, 1968)
- How About This (Paramount, 1968) avec Kay Starr
- Standing Ovation (Dot, 1969)
- Basic Basie (MPS, 1969)
- Basie on the Beatles (Happy Tiger, 1969)
- High Voltage (MPS, 1970)
- Basie Jam (Pablo, 1973)
- The Bosses avec Big Joe Turner et Count Basie (Pablo, 1974)
- Mostly Blues...and Some Others (Pablo, 1983)

Avec le Clarke-Boland Big Band
- Sax No End (SABA, 1967)

Avec  Arnett Cobb
- Blow Arnett, Blow (Prestige, 1959)

Avec Red Garland
- The Red Garland Trio + Eddie « Lockjaw » Davis (Moodsville, 1959)

Avec Dizzy Gillespie
- The Dizzy Gillespie Big 7 (Pablo, 1975)

Avec Tiny Grimes
- Callin' the Blues (Prestige, 1958) – avec J. C. Higginbotham

Avec Coleman Hawkins
- Night Hawk (Swingville, 1960)

Avec Al Smith
- Hear My Blues (Prestige, 1959; remasterisé en 1987 au Fantasy Studios, Berkeley, Ca.)

Avec Sonny Stitt
- The Matadors Meet the Bull (Roulette, 1965)

## Sources
- Philippe Carles, Dictionnaire du jazz, Paris, Robert Laffont, 1988 (ISBN 2-221-04516-5), .263